# Файзбахш (Дангаринский район)
Файзбахш (тадж. Файзбахш) — село в Дангаринском районе Хатлонской области Республики Таджикистан. Административный центр джамоата (сельской общины) Сафобахш Дангаринского района.
Находится на расстоянии 2 км от райцентра (пгт. Дангара).
Прежнее название – Оксу (тадж. Оқсу).
Население — 2156 чел. (2017).